# 穿芳峪乡
穿芳峪乡是中国天津市蓟县下辖的一个乡。

## 行政区划
穿芳峪乡下辖石臼村、芳峪村、东井峪村、果香峪村、穿芳峪村、小穿芳峪村、毛家峪村、南山村、东水厂村、新水厂村、坝尺峪村、半壁山村、英歌寨村、西李各庄村、北台头村、田蔡庄村、大巨各庄村、刘相营村、大辛庄村、姚白庄村、小巨各庄村、唐庄户村、肖庄户村、刘庄户村、小辛庄村、壕门村。